# 藤堂高陳
藤堂 高陳（とうどう たかのぶ）は、江戸時代中期の大名。伊勢久居藩の第3代藩主。久居藩藤堂家3代。久居陣屋の主。

## 生涯
元禄14年（1701年）8月26日、第2代藩主・高堅の長男として久居で生まれる。正徳5年（1715年）、父の死去により跡を継ぎ、12月に従五位下、主水正に叙任する。享保元年（1716年）、享保4年（1719年）に江戸本所防火使となった。しかし享保6年（1721年）に江戸藩邸が焼失し、それによって藩財政難のために4ヵ年の倹約令を出している。享保3年（1718年）に佐渡守に転任する。

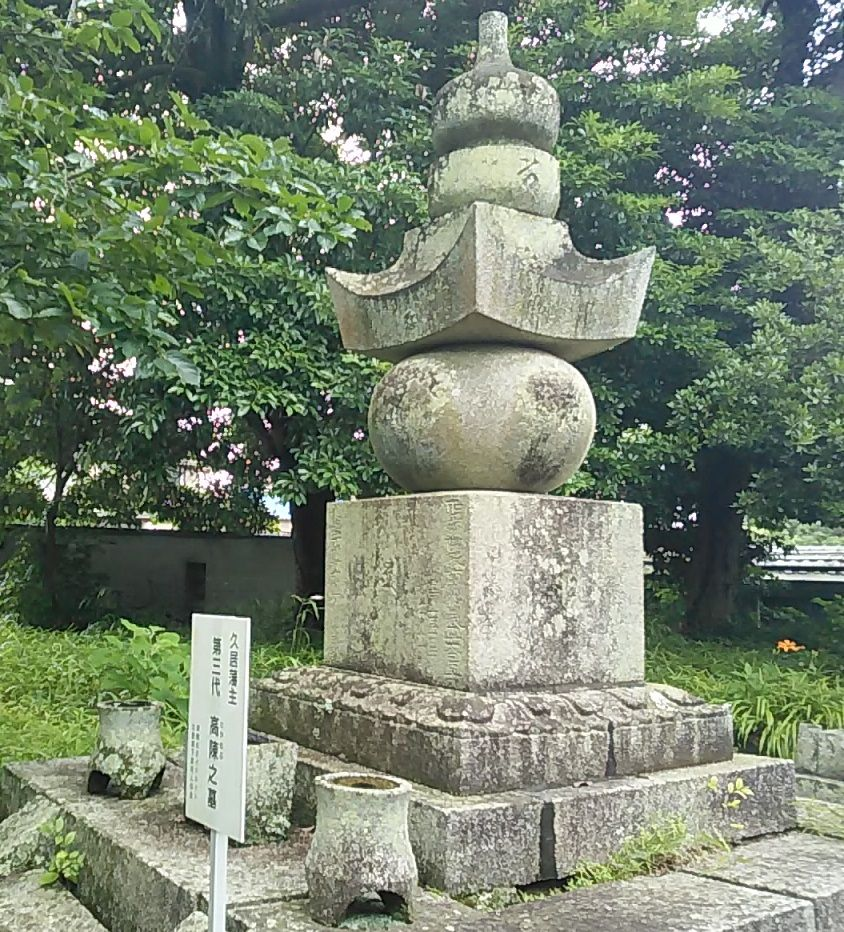
藤堂高陳の墓(津市玉施寺)

享保8年（1723年）9月13日、養嗣子の高治に家督を譲って隠居する。享保13年（1728年）、再び備前守に転任する。享保17年（1732年）6月14日、久居で死去した。享年32。

## 系譜
父母
- 藤堂高堅（父）
- 小林氏（春光院） − 側室（母）

婚約者
- 松平信庸の娘

養子
- 藤堂高治 − 藤堂高明の子